# Emilio Núñez
Emilio Núñez (nascido Juan Emilio de la Caridad Núñez y Rodriguez; em 27 de dezembro de 1855 em Esperanza, Las Villas, em Cuba - 5 de maio de 1922 em Havana, Cuba) foi um soldado, dentista e político cubano-americano.

## Infância e educação
Núñez formou-se em 1889 na Universidade da Pensilvânia e foi cirurgião-dentista na Filadélfia, nos Estados Unidos.
Ainda jovem ingressou no Exército Revolucionário Cubano e lutou na Guerra dos Dez Anos alcançando o posto de coronel. Foi capturado e preso no Castillo San Felipe del Morro, de onde escapou, e voltou a organizar um grupo rebelde para operar em San Diego del Valle até 1880, quando José Martí o convenceu de que a independência cubana não era viável no momento.

Núñez exilou-se então, onde colaborou estreitamente com Martí e tornou-se cidadão norte-americano naturalizado. Dos Estados Unidos enviou armas, munições e alimentos para Cuba como Comandante-em-Chefe do Departamento de Expedições até 1885. Tornou-se major-general na Guerra da Independência de Cuba. Ele organizou expedições revolucionárias armadas partindo dos Estados Unidos.
Foi um dos 31 delegados na Convenção Constitucional Cubana de 1900. Ele foi o Governador Civil da Província de Havana de 1899 a 1902 e foi a primeira pessoa a hastear a bandeira de Cuba no Castillo del Morro em 20 de maio de 1902 ao meio-dia.
Núñez serviu como Secretário da Agricultura, Comércio e Trabalho de Cuba em 1913 e como Vice-Presidente de Cuba de 1917-1921.

## Família
Núñez era filho de Bernardo Núñez y Perez-Labrador e Eulália Rodriguez y Otero. Foi casado com Dolores Portoundo y Blez e tiveram seis filhos: Bernardo (1886–1967), Julia (1888–1974), Maria Estrella (1890–1926), Ricardo (1893–1973), Emilio Núñez Portuondo (1898–1978) e América (1903–1964). Todos nasceram na Filadélfia, exceto América, que nasceu em Havana.